# La Madeleine-sur-Loing
La Madeleine-sur-Loing är en kommun i departementet Seine-et-Marne i regionen Île-de-France i norra Frankrike. Kommunen ligger i kantonen Château-Landon som tillhör arrondissementet Fontainebleau. År 2022 hade La Madeleine-sur-Loing 351 invånare.

## Befolkningsutveckling
Antalet invånare i kommunen La Madeleine-sur-Loing
| Referens: INSEE |